# Micheil Dzjisjkariani
Micheil ("Misha") Dzjisjkariani (Georgisch: მიხეილ ჯიშკარიანი) (Soechoemi, 1 november 1969) is een voormalig voetballer uit Georgië, die gedurende zijn loopbaan speelde als aanvaller voor onder meer FC Dynamo Kiev en Lokomotivi Tbilisi. Hij beëindigde zijn actieve carrière in 2006 bij FK Ameri.

## Interlandcarrière
Dzjisjkariani speelde in de periode 1992–1994 twee officiële interlands (nul doelpunten) voor het Georgisch voetbalelftal. Hij scoorde evenwel voor de nationale ploeg in de officieuze oefeninterland op 2 juli 1991 tegen Moldavië (2-4), evenals Temoeri Ketsbaia, Georgi Daraselia en Micheil Kavelasjvili.

## Erelijst
Tschoemi Sochoemi
- Georgisch voetballer van het jaar

1992